# Christophe Jakubyszyn
Christophe Jakubyszyn, né le 8 juillet 1967 à Paris, est un journaliste français.
En 1995, il lance sa carrière journalistique et rejoint le quotidien Le Monde où il reste jusqu'en décembre 2008.
Éditorialiste des 13h et 20h de TF1 et chroniqueur politique de la matinale de LCI, il rejoint, à la rentrée 2019, le groupe NextRadioTV pour prendre la tête de l'émission Good Morning Business sur la chaîne BFM Business et RMC Story.
Depuis juin 2022, il prend la direction de BFM Business tout en conservant la matinale Good Morning Business.
En avril 2024, il rejoint les Echos pour en devenir Directeur des Rédactions.

## Biographie

### Etudes et début de carrière (1985-1995)
Christophe Jakubyszyn a fait des études à l'Institut d'études politiques de Paris (dont il est diplômé en 1988), puis à l'ESSEC (diplômé en 1990 ; il fut membre de Junior ESSEC Conseil, la Junior-Entreprise de l'ESSEC).
Il travaille d'abord en entreprise, puis effectue une entrée dans le monde de la presse (Option Finance  puis La Tribune) avant un passage à la Commission européenne.

### Le Monde (1995-2008)
En 1995, il lance sa carrière journalistique et rejoint le quotidien Le Monde où il reste jusqu'en décembre 2008 : après huit années d'investigation économique dans ce quotidien, il devient rédacteur en chef adjoint des pages économiques et vice-président de la Société des rédacteurs du Monde. Il y couvre ensuite la politique gouvernementale.

### RMC (2009-2012)
En janvier 2009, il est nommé directeur de la rédaction de la radio RMC, succédant ainsi à François Pesenti. Sur cette antenne, il est également éditorialiste tous les jours dans la matinale de Jean-Jacques Bourdin, Bourdin & Co à 7 h 20 sur RMC.
En septembre 2010, la direction de la station lui confie la présentation d'un nouveau rendez-vous à la mi-journée, le Grand Show de l'Info, de 13 h à 14 h, qui deviendra plus tard Carrément Brunet présenté par le polémiste Éric Brunet.
En novembre 2010, il devient le « joker » de Jean-Jacques Bourdin pour animer l'émission Bourdin & Co en son absence.
En 2010, il rejoint la chaîne de télévision d'information en continu BFM TV, appartenant à NextRadioTV (groupe détenant RMC), où il présente la chronique Politique 2012 à 7 h 50 du lundi au vendredi. Il réalise aussi une interview politique le dimanche soir dans la séquence l'After RMC.

### TF1 et LCI (2012-2019)
En décembre 2012, Christophe Jakubyszyn quitte le groupe NextRadioTV pour le Groupe TF1 pour devenir directeur adjoint, chargé du service politique TF1-LCI remplaçant François Bachy.
Il assure également la fonction d'éditorialiste politique dans les journaux de TF1 et présente, sur TF1 et LCI, une émission politique hebdomadaire À l'écoute, puis Bureau politique (interview-portrait réalisée dans les lieux de pouvoirs et utilisant les éléments du décor pour parcourir la vie et la carrière politique de l'invité).
Depuis septembre 2015, il coprésente l'émission dominicale Le Grand Jury RTL-LCI-Le Figaro sur LCI.
Le 3 mai 2017, il anime avec Nathalie Saint-Cricq, responsable du service politique de France 2, le débat télévisé du second tour de l'élection présidentielle française opposant Marine Le Pen et Emmanuel Macron.

### Retour chez RMC et BFM (2019-2024)
En juillet 2019, son départ de TF1 est annoncé pour BFM Business (groupe NextRadioTV), chaîne qu'il retrouve pour prendre la direction de la matinale.
En 2022, il devient directeur de la rédaction, en remplacement de Stéphane Soumier.
Il anime sa dernière matinale sur BFM TV le 26 avril 2024.

### Les Echos (2024)
Proposé par LVMH, actionnaire majoritaire des Echos, Christophe Jakubyszyn récolte, le 25 avril 2024, 213 voix sur un collège de 251 inscrits, pour sa nomination comme directeur des rédactions,.

## Affaires judiciaires
En octobre 2012, il est attaqué en justice par Valérie Trierweiler à la suite des révélations de sa relation avec Patrick Devedjian dans sa biographie, La Frondeuse. Il est condamné à verser 3 000 euros de dommages et intérêts à Valérie Trierweiler.

## Publications
- Le Chouchou. Le fabuleux destin de Xavier Bertrand, avec Muriel Pleynet, Anne Carrière, 2008  (ISBN 978-2-8433-7520-0)
- La Frondeuse, Valérie Trierweiler, avec Alix Bouilhaguet, Éditions du Moment, octobre 2012  (ISBN 978-2-35417-180-3)